# 바이아호저
바이아호저(Coendou insidiosus)는 아메리카호저과에 속하는 설치류의 일종이다. 브라질 남동부 지역의 대서양림의 토착종이다. 이전에는 난쟁이호저속(Sphiggurus)로 분류하기도 했으며, 유전학 분석을 통해 다계통군임이 밝혀졌기 때문에 현재는 더 이상 별도의 속으로 분류하지 않는다. 이전에 별도의 종으로 간주했지만 2점의 새끼 표본만이 알려져 있었던 Sphiggurus pallidus는 바이아호저의 이명의 하나이다.